# Rhionaeschna californica
Rhionaeschna californica là loài chuồn chuồn trong họ Aeshnidae. Loài này được Calvert mô tả khoa học đầu tiên năm 1895.